# Raúl Speroni
Raul Alberto Speroni(n. Rojas, Buenos Aires, Argentina, 8 de marzo de 1986), conocido como "El Tula", es un futbolista argentino que se desempeña como mediocampista. Actualmente milita en el Singlar club.
Futbolista de gran capacidad y velocidad, se caracteriza por ser un jugador técnico polifuncional, su principal posición dentro del terreno de juego es delantero pero ha disputado muchos partidos como volante ofensivo.
En su carrera profesional específicamente en Argentina siempre fue delantero aunque su experiencia y paso por el fútbol venezolano lo ha hecho adaptarse a la posición de volante ofensivo con algunos entrenadores.

## Trayectoria
Surgido del Club Atlético Huracán de la ciudad de Rojas, luego se formó futbolísticamente en las divisiones inferiores del Club Atlético Vélez Sarsfield, institución en la cual participó del 2000 al 2003. 
En el año 2004 pasó a formar parte de las divisiones inferiores del  Club Estudiantes de La Plata, equipo con el que jugó partidos en división reserva con 17 años de edad bajo el mando del coordinador Carlos Pachame y también mantuvo entrenamientos con el plantel de primera división con el entrenador Reinaldo Merlo.
En el 2006 fichó y empezó a jugar con la cuarta división de Arsenal Fútbol Club, popularmente denominado "Arsenal de Sarandí" obteniendo buenos resultados y muy buen nivel con el entrenador Luis De Luise y en el 2007 con 20 años de edad firmó su primer contrato profesional con el equipo de primera división del fútbol argentino Arsenal Fútbol Club con el entrenador Gustavo Alfaro.
En enero del 2008 luego de haber formado parte del plantel Arsenal Fútbol Club campeón de la Copa Sudamericana en 2007.
Recibió una propuesta por parte del entrenador Eduardo Sarago del equipo de Zamora FC de la Primera división del fútbol venezolano y fue cedido finalmente a préstamo por el equipo argentino por 6 meses a la institución venezolana, en ese mismo año con 21 años de edad debutó profesionalmente en el equipo barinés de la Primera división y tuvo una buena temporada con el equipo blanquinegro, una vez finalizado el préstamo fue negociado y cedido nuevamente a préstamo por un año más para la temporada 2008-2009 en la entidad del Zamora FC de la ciudad de barinas, equipo con el cual logró la clasificación Copa Sudamericana en 2009. En junio de ese mismo año el jugador se incorpora en el Zamora FC ya que era pretendido nuevamente por el entrenador Darío Martínez y la directiva venezolana para disputar el torneo 2009-2010 y la Copa Sudamericana 2009 contra el equipo ecuatoriano Club Sport Emelec de Guayaquil.
Luego de haber sido eliminado en la Copa Sudamericana 2009 en Ecuador con emelec en el pase a los octavos de final y que la campaña del Zamora fue regular ese año, en enero del 2010 Raul Alberto Speroni fue cedido a préstamo por el Zamora FC al equipo del mismo país Carabobo Fútbol Club quien el entrenador actual en ese momento Saul Maldonado pretendía sus servicios y luego de llegar a un acuerdo entre ambos equipos y el jugador, Raul Speroni pasó a formar parte del plantel profesional del Carabobo Fútbol Club de la ciudad de Valencia en Venezuela.
Actualmente 2010-2011 el jugador se encuentra en Universidad de Las Palmas de Gran Canaria en España en Segunda división B , con el entrenador José Jesús Almeida en la ciudad de Las Palmas de Gran Canaria.

## Clubes
| Club                                          | País      | Año       |
| --------------------------------------------- | --------- | --------- |
| Club Atlético Vélez Sarsfield (*)             | Argentina | 2000-2003 |
| Club Estudiantes de La Plata                  | Argentina | 2004-2005 |
| Arsenal Fútbol Club (*)                       | Argentina | 2006-2007 |
| Zamora FC (*)                                 | Venezuela | 2008-2009 |
| Carabobo Fútbol Club (*)                      | Venezuela | 2010      |
| Universidad de Las Palmas de Gran Canaria (*) | España    | 2011      |
| Flacăra Făget (*)                             | Rumania   | 2011-2013 |
| Minerul Motru                                 | Rumania   | 2013-2014 |
| Bihor Oradea                                  | Rumania   | 2014-     |